# Domaniów (Basse-Silésie)
Pour les articles homonymes, voir Domaniów.
Domaniów est une localité polonaise et siège de la gmina de Domaniów, située dans le powiat d'Oława en voïvodie de Basse-Silésie.